# Mauro Vittiglio
Mauro Vittiglio (Roma, 21 gennaio 1961) è un ex calciatore italiano, di ruolo attaccante.

## Carriera
Ha disputato 4 incontri del campionato di Serie A 1979-1980 con la maglia del Perugia, esordendo in massima serie il 9 marzo 1980 in occasione del successo interno sul Pescara. Con gli umbri ha inoltre all'attivo 2 presenze in Serie B (stagione 1982-1983).
Durante il biennio 1980-1982, passato in prestito all'Arezzo, ha vinto il girone B del campionato di Serie C1 1981-1982 e la Coppa Italia Semiprofessionisti 1980-1981, nella quale ha anche segnato un gol nella finale di ritorno vinta per 2-0 contro la Ternana il 20 giugno 1981.

## Palmarès

### Competizioni nazionali
- Coppa Italia Semiprofessionisti: 1

Arezzo: 1980-1981
- Campionato italiano Serie C1: 1

Arezzo: 1981-1982 (girone B)
- Campionato italiano Serie C2: 1

Reggina: 1983-1984 (girone D)

### Competizioni internazionali
- Coppa Piano Karl Rappan: 1

Perugia: 1978